# Rocas Alijos
Rocas Alijos (hay quần đảo Alijos) là một nhóm các mỏm đá dốc nằm cách xa rìa lục địa, vốn là những phần còn lại của một ngọn núi lửa ngầm nhô lên khỏi đáy đại dương từ độ sâu khoảng 2400 đến 4500 m. Phần đá lộ thiên nhô lên khỏi mặt nước có tổng diện tích gần 1 km², và toàn bộ vùng biển bao quanh có diện tích là khoảng 12 km².

## Vị trí địa lý

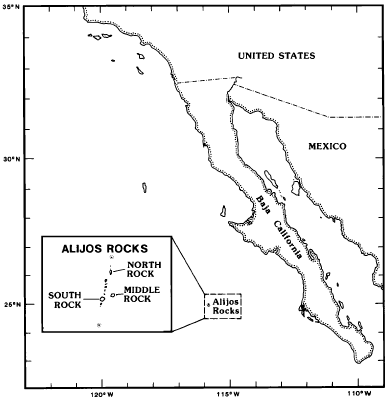
Vị trí của Rocas Alijos

Rocas Alijos nằm ở Đông Thái Bình Dương, nằm ở phía tây nam của bán đảo Baja California, có cấu tạo địa hình là đá magma. Nhóm đảo này bao gồm 3 mỏm đá chính nhô cao và nhiều mỏm đá thấp, khó nhìn thấy rõ vì chúng nằm dưới mặt nước và bị các ngọn sóng lớn che khuất. Ba mỏm đá chính, được gọi lần lượt là Đá Bắc, Đá Trung và Đá Nam.
- Đá Nam: mỏm đá lớn nhất trong Alijos, có chiều cao 34 m nhưng đường kính chỉ khoảng 14 m.
- Đá Trung: mỏm đá thấp nhất trong 3 mỏm đá chính, cao 18 m và đường kính khoảng 10 m.
- Đá Bắc: cách 200 m về phía bắc của Đá Nam, cao 22 m với đường kính khoảng 12 m.

Rocas Alijos được biết đến từ thời thuộc địa ở México và đã xuất hiện trên các bản đồ từ năm 1598. Nhóm đảo này hiện là một phần của Comondú, thuộc bang Baja California Sur, México.

## Hệ sinh thái
Các mỏm đá ở Rocas Alijos là nơi làm tổ của nhiều loài chim biển. Bên cạnh đó, đây cũng là nơi cư trú của nhiều loài cá biển, rùa biển và các loài thủy sinh khác, góp phần làm phong phú thêm hệ sinh thái của khu vực này.